# 25422 Abigreene
25422 Abigreene è un asteroide della fascia principale. Scoperto nel 1999, presenta un'orbita caratterizzata da un semiasse maggiore pari a 2,3295859 UA e da un'eccentricità di 0,1440655, inclinata di 3,02496° rispetto all'eclittica.